# Жан Сен-Викторский

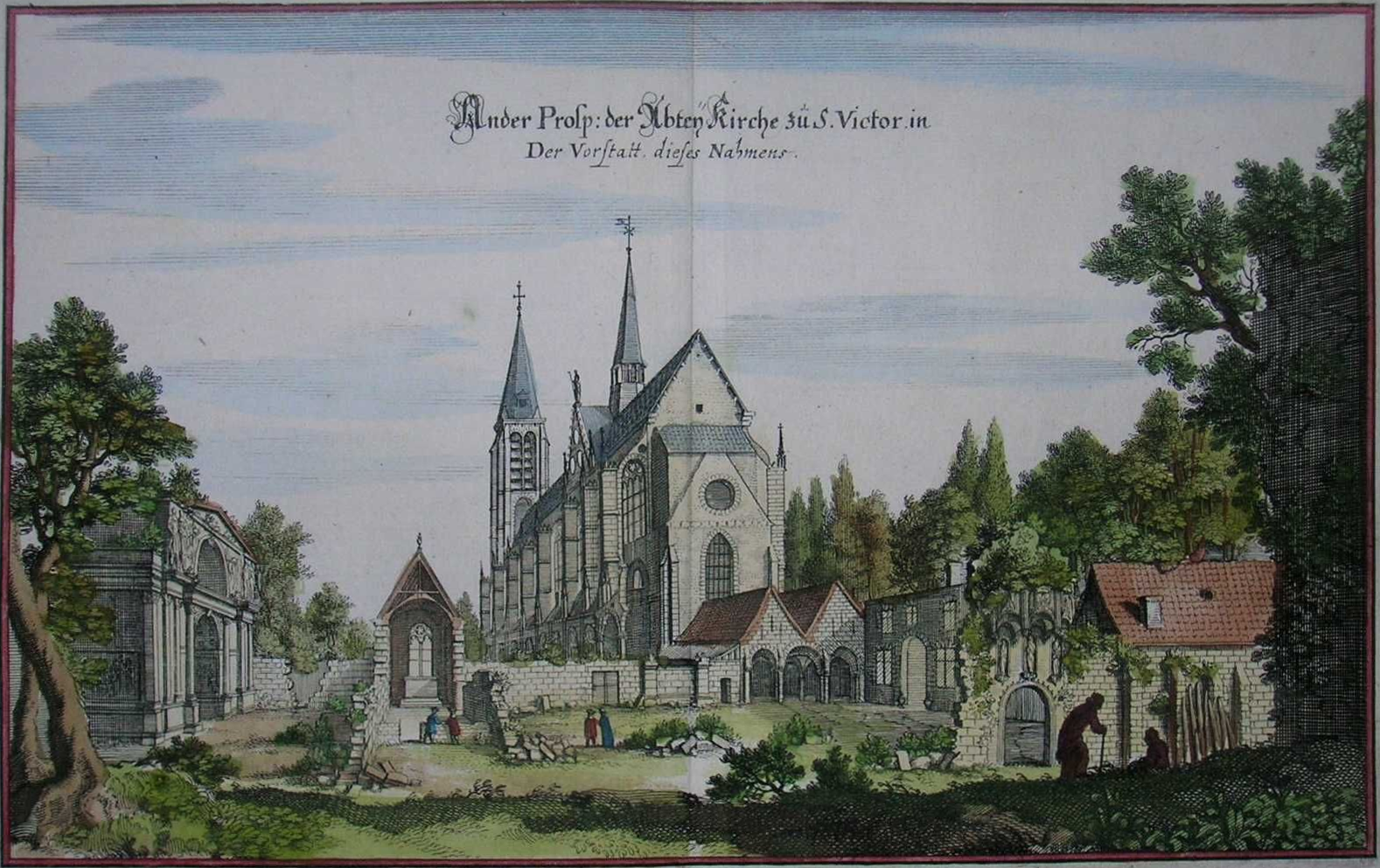
Парижское аббатство Сен-Виктор в 1649 году. Раскрашенная гравюра Маттеуса Мериана

Жан Сен-Викторский, или Жан Буэн, также Жан Парижский (фр. Jean de Saint-Victor, Jean Bouin, Jean de Paris, лат. Johannes de Sancto Victore или Iohannes Parisiensis; ум. около 1332 или 1351) — французский хронист и теолог, монах-августинец, каноник парижского аббатства Св. Виктора, автор всемирной хроники «Памятная история» (лат. Memoriale Historiarum).

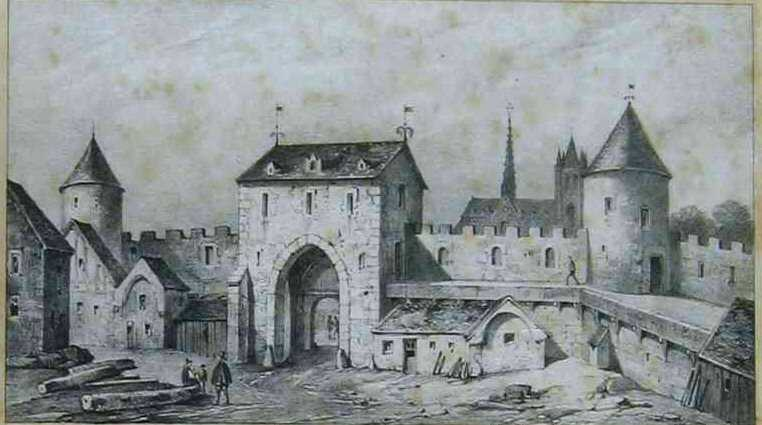
Парижские ворота Сен-Виктор в XVI веке

## Биография
Происхождение неизвестно, возможно, родился в 1260-х годах в Нормандии и принял духовный сан в конце 1280-х годов, после изучения богословия в Парижском университете. Около 1327 года стал регулярным каноником в августинском аббатстве Сен-Виктор в Париже. Умер в своей обители между 1332 и 1351 годами.
Церковный историк и агиограф из Сен-Виктора Симон Гурдан (1646—1729) сообщает о нём:
«Жан по прозвищу Буэн жил в подлинном благочестии, не занимаясь ничем иным, кроме постижения истины. Его эрудиция была настолько обширной, а исторические познания настолько глубокими, что он составил летопись от сотворения мира до 1322 года, обозрев все события ветхо- и новозаветные, а также те из истории государств и церкви, которые считал следствиями божественного провидения, о котором размышлял в своём уединении, из которого, кажется, никогда не выходил. Он не указал даже собственного имени, которое открыто было лишь после его смерти, оставшись, таким образом, в безвестности, заботясь лишь о приумножении знаний потомков. Скончался он около 1351 года. Будучи уроженцем Парижа, он назывался по месту своего рождения, подвизался в Сен-Викторской обители в 1327 году и в течение двадцати двух лет вёл благочестивую жизнь, прежде чем начал свой труд по распоряжению настоятеля, окончив его, как было сказано выше, в тайне.»

## Сочинения
Основным трудом Жана Сен-Викторского является составленная на латыни «Всемирная» (лат. Historia universalis), или «Памятная история» (лат. Memoriale Historiarum), охватывающая события от сотворения мира до 1322 года. Она была начата предположительно в 1308 году по инициативе настоятеля аббатства Гийома де Ребе, и закончена не позднее 1335 года. 
Хроника имеет две редакции, из которых первая доведена до 1311 года, а вторая — до 1322 года, и, как минимум, три продолжения: первое, доведённое до 1323-го, второе до 1329-го и третье до 1464 года.
Источниками для неё послужили: «Церковная история» Евсевия Кесарийского (около 325 г. н. э.), «Этимологии» Исидора Севильского (около 633 г.), «Церковная история народа англов» Беды Достопочтенного (около 738 г.), хроника Мариана Скота (около 1082 г.), «Деяния королей франков» Гугона из Флёри (около 1110 г.), сочинения Гуго Сен-Викторского (ум. 1141) и Ришара Сен-Викторского (ум. 1173), «История английских королей» (1127) и «Новая история» (1143) Уильяма Мальмсберийского, «История королей Британии» Гальфрида Монмутского (1136), «Деяния Филиппа Августа» Ригора из Сен-Дени и Гийома Бретонского (нач. XIII в.), всемирные хроники Робера из Осера (1212) и Жеро из Фраше (1248), а также «Зерцало Великое» Винсента из Бове (1264). Для современного ему периода, помимо личных наблюдений, хронист использовал «Всемирную хронику» Гийома де Нанжи (около 1300 г.), «Ветвь королевских родов» Гийома Гиара (1307), хроники Бернара Ги (1310-е гг.) и «Метрическую хронику» Годфруа Парижского (около 1316 г.).
Строго разграничивая два жанра, историю и хронику, Жан Сен-Викторский заявляет, что выбирает для себя самого «смешанный жанр» (лат. modum mixtum).
Предваряющее его сочинение введение, озаглавленное «Трактат о разделении царств» (лат. Tractatus Divisione Regnorum), содержит краткое изложение происхождения европейских королевств, Англии, Германии, Франции и др. По мнению хрониста, все царства и королевства рождаются, живут и умирают, подобно живым организмам, и среди них нет «бессмертных» и «вечных». Четыре великих монархии древности после своей гибели сохранили влияние на позднейшие народы в четырёх главных направлениях: Скифское — на север, Ассирийское — на восток, Египетское — на юг, и Сикионское (греческое) — на запад; римская империя же развивалась непрерывно со времён Юлия Цезаря до Фридриха II (1245).
Первые книги «Памятной истории» неоригинальны по своему содержанию, наибольшую ценность для исследователей представляют заключительные её разделы, посвящённые событиям времён Филиппа IV Красивого и Людовика X Сварливого, особенно сообщения о конфликте с Эдуардом I Английским из-за Гиени (1295—1299), войне во Фландрии и сражении с фламандцами при Куртре (1302), восстании парижан против денежной реформы 1306 года, процессе тамплиеров, а также рассказы о гибели папы Климента V, «деле Нельской башни» и смерти короля Филиппа в Фонтенбло (1314).

## Рукописи и издания
Хроника Жана Сен-Викторского сохранилась не менее чем в 15 манускриптах. Из них большинство представляют собой фрагменты, и лишь три содержат более-менее полный текст первых двух редакций: одна из библиотеки Колледжа Христа Кембриджского университета (Parker Library, B 60) и две из Национальной библиотеки Франции, одна из которых, из собрания парижского Арсенала (MS 1117), переписана до 1330 года, а другая (MS lat. 15010-15011), не позже 1335 года. Продолжение хроники до 1329 года представлено рукописью из Национальной библиотеки Франции под шифром MS lat. 14626. 
Впервые хроника Жана Сен-Викторского была частично напечатана в середине XVII века в Париже королевским историографом Андре Дюшеном, включившим её фрагменты в сборник «Historiae Francorum scriptores». Научное издание заключительной её части за 1289—1322 годы, с продолжением до 1328 года, было подготовлено в середине XVIII века учёным монахом-бенедиктинцем из Конгрегации Св. Мавра Мартином Буке и опубликовано в 1855 году в Париже в 21 томе основанной им серии «Собрание историков Галлии и Франции» (лат. Rerum gallicarum и francicarum Scriptores). Полное академическое издание сочинения Жана Сен-Викторского осуществлено было в 2000 году, под редакцией современной исследовательницы его творчества, историка-медиевиста профессора  Лотарингского университета (Нанси) Изабель Гайо-Баши.

## Публикации
- Excerpta e Memoriali Historiarum Auctore Johanne Parisiensi, Sancti Victoris Parisiensis Canonico Regulari // Recueil des Historiens des Gaules et de la France, éd. par Martin Bourquet. — Volume 21. — Paris, 1855. — pp. 630–689.
- Isabelle Guyot-Bachy, ed. «Le Memoriale historiarum» de Jean de Saint-Victor un historien et sa communauté au début du XIVe siècle. — Turnhout: Brepols, 2000. — 608 p. — (Bibliotheca victorina, 12).
- Jean de Saint-Victor. Traité de la division des royaumes: introduction à une histoire universelle. Introduction, édition critique et traduction par Isabelle Guyot-Bachy et Domminique Poirel. — Turnhout: Brepols, 2002. — 320 p. — (Sous la règle de saint Augustin, 9).